# Prächtiger Saftling
Der Prächtige Saftling oder Gelbfleischige Pracht-Saftling (Hygrocybe splendidissima, Syn. Hygrocybe punicea var. splendidissima) ist eine Pilzart aus der Familie der Schnecklingsverwandten (Hygrophoraceae), die neben dem verwandten Granatroten Saftling (H. punicea) die größten Fruchtkörper innerhalb ihrer Gattung bildet.

## Merkmale
Der stumpfkegelige bis halbkugelige Hut wird 2–7 cm breit und ist im Gegensatz zum Granatroten Saftling trocken, matt und von tief scharlachroter Farbe. Die Lamellen sind bauchig, stehen fast frei bis schmal angeheftet, sie sind von rötlicher oder oranger Farbe mit heller Schneide. Der 3–10 cm lange und bis zu 1,5 cm dicke Stiel ist hohl, unregelmäßig spindelig bis zusammengedrückt, verbogen und trocken, wie der Hut gefärbt, orange seltener gelb, an der Basis oft gelblich und wie aufgebläht. Das Fleisch (Trama) ist im Hut rot, im Stiel gelb oder orange gefärbt. Die Fruchtkörper stehen oft büschelig, zu mehreren an der Stielbasis locker zusammenhängend. Typisch ist ein Geruch nach Honig bei trocknenden und getrockneten Exemplaren.

## Vorkommen

### Ökologie und Phänologie
Der Prächtige Saftling stellt sehr ähnliche Ansprüche an den Lebensraum wie der Granatrote Saftling und kommt auch mit dieser Art vergesellschaftet vor. Der Pilz besiedelt saure Böden auf Triften, Magerwiesen und wenig gedüngten Weiden, Waldlichtungen und an grasreichen Waldrändern. Zu den typischen Begleitpflanzen in Mitteleuropa zählen Besenheide, Borstgras und das Rotstängelmoos.
Die Fruchtkörper erscheinen im Spätsommer und Herbst.

### Verbreitung
Der Prächtige Saftling ist aus Europa bekannt, wo er in gemäßigten Gebieten mit ozeanischem oder subozeanischem Einfluss vorkommt, er ist aus Italien bekannt und geht in Westeuropa (Frankreich, Belgien, Großbritannien) bis zu den Färöer- und Shetland-Inseln. Er kommt auch in Mitteleuropa (Schweiz, Deutschland, Österreich) und in Nordeuropa vor.

### Gefährdung
Der Prächtige Saftling ist wie viele Arten seiner Gattung durch Nährstoffeintrag und Überdüngung seiner Lebensräume gefährdet. Die Rote Liste der gefährdeten Pilzarten Deutschlands führt die Art unter Kategorie G (Gefährdung unbekannten Ausmaßes).

## Bedeutung
Der Prächtige Saftling ist in Deutschland geschützt und darf nicht gesammelt werden. Die meisten Saftlinge dienen im Naturschutz als Indikatoren für wertvolle, nährstoffarme Grasgesellschaften. 